# Bataille d'Holowczyn
Grande guerre du Nord
La bataille de Holowczyn oppose les forces russes à l'armée suédoise le 14 juillet 1708 (selon le calendrier grégorien ; le calendrier russe donne le 3 juillet, le calendrier suédois, le 4 juillet). Elle a lieu au cours de la grande guerre du Nord (1700-1721). Les troupes suédoises sont dirigées par le roi Charles XII, alors âgé de 26 ans. Malgré des obstacles naturels difficiles à franchir et une artillerie ennemie supérieure, les Suédois ont réussi à créer la surprise et à vaincre les forces russes numériquement supérieures, qui étaient séparées les unes des autres, n'avaient pas de commandement global et ne pouvaient pas coordonner leurs actions, de sorte que seuls 8 000 à 9 000 d'entre eux ont pu prendre part aux combats. On dit que c'est la victoire préférée de Charles XII.

## Prélude
Après s'être occupé de la Saxe et de la Pologne, Charles est prêt à s'attaquer à son dernier ennemi dans la grande guerre du Nord : la Russie. La meilleure route vers le cœur de la Russie est le long de la ligne de partage des eaux, de Grodno à Minsk et Smolensk. De là, il est possible d'atteindre Moscou sans avoir à traverser de grandes rivières. Charles choisit à la place une route plus droite - mais plus difficile - par les rivières Berezina et Drout. L'armée part de son camp d'hiver près de Radoszkowice en juin 1708 ; le déplacement est perturbé par le mauvais état des routes et le mauvais temps. 
Le choix inattendu de l'itinéraire rend les Russes incertains des intentions des Suédois. De plus, en l'absence de Pierre Ier de Russie, le maréchal Boris Cheremetiev doit faire face à la rivalité d'Alexandre Danilovitch Menchikov. Après un conseil de guerre, il est décidé de tracer la ligne de défense russe sur le fleuve Dniepr. En juin et juillet, l'armée est déplacée au coup par coup vers la Vabič, un affluent marécageux de la rivière Drout. Les forces russes à Holowczyn reçoivent l'ordre de défendre leur position aussi longtemps que possible puis de se retirer, évitant ainsi une bataille générale. 
La force principale de l'armée russe est déployée autour du village de Vassilki (ru), à l'est et de l'autre côté de la Vabič depuis Holowczyn. Les ponts traversant la Vabič sont fortifiés et défendus par l'artillerie. Au sud, le général Anikita Invanovitch Repnine déploie sa force et fortifie sa position à trois kilomètres au sud-est, mais de nombreuses fortifications ne sont pas achevées en raison d'un manque d'ingénieurs. Entre les deux camps fortifiés s'étend un territoire marécageux qui ne peut être fortifié. Les commandants russes n'utilisent pas d'unités de cavalerie pour la reconnaissance, ont une connaissance limitée des mouvements de l'ennemi et peu de contacts entre eux. Connaissant la faiblesse de leur défense, manquant d'unité de commandement globale et d'une idée claire de la localisation de l'ennemi, ils perdent confiance en eux peu avant la bataille. 
Les Suédois ont observé le déploiement russe le long de la Vabič. Dès le 30 juin, des régiments suédois commencent à bivouaquer sur les hauteurs à l'ouest de Holowczyn. Charles et ses partisans remarquent la brèche dans les fortifications et décident d'un plan d'attaque. Traverser la zone marécageuse entre les deux camps russes serait non seulement une manœuvre insoupçonnée, mais servirait également à diviser la force ennemie en deux. Pour garantir le succès de l'opération, l'attaque doit être menée dans l'obscurité de la nuit.  

## Déroulement de la bataille
À minuit, le 14 juillet 1708, les Suédois commencent à se déplacer en silence vers le fleuve. L'infanterie porte des fascines pour l'aider à traverser le terrain gorgé d'eau avant de franchir la Vabič sur des pontons en cuir. Cependant, les fortes pluies ont rendu les pontons trop lourds à transporter ; ils sont abandonnés. À 02h30, l'alarme russe est donnée par l'artillerie suédoise qui commence à bombarder la rive opposée du fleuve. Le succès suédois dépend du nombre de troupes qui parviennent à traverser la rivière sans l'aide de pontons et avant l'arrivée des forces ennemies. Charles XII, comme souvent, mène la charge personnellement, en traversant l'eau à gué devant ses hommes. Après s'être remis en formation avec difficulté sur l'autre rive marécageuse, les Suédois commencent à avancer à travers le marais. Pendant ce temps, des fascines sont posées sur les berges de la rivière pour faciliter la traversée de la cavalerie. Les ingénieurs et l'avant-garde suédoise commencent à être pris pour cible par l'artillerie de Repnine. 
Le général Repnine comprend rapidement le danger de voir une offensive suédoise se former entre les deux positions russes et ordonne à ses hommes de partir et de se diriger vers le nord, là où se trouve Cheremetiev. Cinq bataillons suédois se battent avec acharnement pour empêcher les régiments russes de se rejoindre. Cheremetiev, entendant le bruit de la bataille, envoie des renforts vers la position de Repnine, mais à ce moment-là, suffisamment de forces suédoises sont arrivées pour empêcher ces renforts de rejoindre Repnine. Ce dernier est contraint de retirer ses forces vers l'est et le sud. La cavalerie suédoise suit alors l'infanterie à travers la rivière et disperse ses homologues russes vers le sud. À ce moment-là, les forces de Cheremetiev attendent toujours de l'autre côté de la rivière à Holowczyn. Elles sont en état d'alerte totale depuis des heures, persuadées que l'attaque de Repnine est une feinte et s'attendant à ce que l'attaque suédoise principale vienne de Holowczyn. Finalement, Cheremetiev prend l'initiative d'attaquer le camp suédois presque sans défense à l'ouest. Cependant, lorsque la nouvelle de l'échec de Repnine parvient à Cheremetiev, il décide de ne pas attendre une attaque suédoise sur ses arrières et commence à battre en retraite vers Chklow par le Dniepr.  

## Conséquences

### Pertes
Selon leurs rapports officiels respectifs, les Suédois ont perdu 1 293 hommes tués et blessés et les russes, 1 655. Alexander Gordon, un officier russe d'origine écossaise, donna en 1755 une estimation des pertes russes à 2 000 tués, dont un major général inconnu et 26 officiers supplémentaires, avec un nombre inconnu de blessés. Selon des sources suédoises, les Russes ont perdu jusqu'à 5 000 ou 6 000 hommes dans la bataille et la poursuite, tandis que les sources russes estiment à leur tour une perte totale de 2 000 ou 3 000 Suédois.
Du côté russe, les généraux Repnine et Heinrich von der Goltz sont jugés pour le manque de coordination entre les troupes et d'autres erreurs commises par le commandement russe à Holowczyn, mais ils sont relâchés par la suite, Repnine étant encore commandant notamment à la bataille de Lesnaya trois mois après celle d'Holowczyn.

### Effet stratégique
La bataille ne change pas significativement le rapport des forces entre les armées. Le gros des troupes russes a pu s'échapper et reste opérationnel. 
Certes, leur victoire permet aux Suédois de disposer d'une ligne défensive le long du Dniepr et leur permet de sécuriser la zone autour de Mahiliow comme base d'opérations dans leur campagne contre la Russie. Mais le plan de Charles XII prévoyait que le général Lewenhaupt le rejoigne avec des renforts et du ravitaillement rassemblés en Courlande, d'autant plus nécessaire que les russes pratiquent la terre brulée. Or, Lewenhaupt eut besoin de plus de temps que prévu, et sera finalement intercepté et vaincu par les russes, annulant tout avantage acquis par les suédois à Holowczyn, et conduisant à leur défaite finale à Poltava un an après.